# Pavocosa herteli
Pavocosa herteli är en spindelart som först beskrevs av Cândido Firmino de Mello-Leitão 1947.  
Pavocosa herteli ingår i släktet Pavocosa och familjen vargspindlar. Inga underarter finns listade i Catalogue of Life.